# Campiglossa suboculata
Campiglossa suboculata
 es una especie de insecto díptero que Seguy describió científicamente por primera vez en el año 1939.
Esta especie pertenece al género Campiglossa de la familia Tephritidae.